# Данилейко Микола Іванович
Мико́ла Іва́нович Даниле́йко (2 листопада 1957 — 8 квітня 2025) — голова Наглядової ради — Президент Приватного акціонерного товариства «Кременчуцький завод дорожніх машин», Голова громадської організації «Кременчуцька міська організація роботодавців», член Ради Кременчуцького відділення Полтавської торгово-промислової палати, Заслужений машинобудівник України, Почесний громадянин Кременчука.

## Життєпис
Микола Іванович Данилейко народився 2 листопада 1957 року в селі Кузубівка Хорольського району Полтавської області.
Закінчив Харківський політехнічний інститут за спеціальністю «Автомобілі та трактори» (кваліфікація — інженер-механік) та Кременчуцький державний політехнічний університет за спеціальністю «Економіка підприємства» (кваліфікація — економіст).
Трудовий шлях почав токарем на Кременчуцькому автозаводі в 1975 році.
З 1985 р. працює на Кременчуцькому заводі дорожніх машин  (інженер-технолог, начальник відділу маркетингу).
У 1999 р. призначений віце-президентом з комерційних питань і економіки Кременчуцького заводу дорожніх машин.
З березня 2002 року обраний головою правління — президентом ВАТ «Кредмаш». Переобраний на другий термін в 2007 році.
Помер 8 квітня 2025 року на 68-му році життя унаслідок хвороби.

## Нагороди
- Орден Святого Миколая Чудотворця ІІІ ступеня (2008);
- Почесний Знак «За розвиток соціального партнерства» (2008);
- Орден «За заслуги III ступеня» (2009);
- Почесна грамота Кабінету міністрів України (2009);
- Почесна грамота Верховної Ради України (2017).
- за багаторічний вагомий внесок у соціально-економічний, культурний  розвиток міста та активну громадську діяльність присвоєно звання «Почесний громадянин міста Кременчука».[1][2][3][4]